# Recamán-sorozat
A Recamán-sorozat természetes számok {\displaystyle a_{0},a_{1},a_{2},...} végtelen sorozata, amelyet a következő rekurzióval definiálunk: {\displaystyle a_{0}=0}. Ha {\displaystyle a_{0},a_{1},a_{2},...,a_{n-1}} értékét már meghatároztuk, akkor {\displaystyle a_{n}=a_{n-1}-n} ha az így kapott szám pozitív és még nem szerepel az eddig kiszámított tagok között, különben pedig {\displaystyle a_{n}=a_{n-1}+n}. A sorozat első néhány tagja tehát 0, 1, 3, 6, 2, 7, 13, 20, 12, 21 (A005132 sorozat az OEIS-ben). A Recamán-sorozat megalkotójáról, Bernardo Recamán Santos kolumbiai matematikusról kapta a nevét.

## Példák
- {\displaystyle a_{4}=2}. A következő elem meghatározásához először kiszámítjuk {\displaystyle a_{4}-5}-öt, ami -3. Mivel ez nem pozitív, {\displaystyle a_{5}=a_{4}+5=7}.
- {\displaystyle a_{6}} meghatározásához kiszámítjuk {\displaystyle a_{5}-6}-ot. Ez 1, ami korábban már szerepelt a sorozatban, ezért {\displaystyle a_{6}=a_{5}+6=13}.
- {\displaystyle a_{7}=20}; {\displaystyle a_{7}-8=12}. Ez pozitív és még nem szerepelt a sorozatban, ezért ez a következő elem: {\displaystyle a_{8}=12}.

## Szürjektivitás
Neal Sloane sejtése szerint az {\displaystyle n\mapsto a_{n}} leképezés szürjektív, azaz minden természetes szám eleme a Recamán-sorozatnak. Benjamin Chaffin 2010. március 21-i közlése szerint a sorozat első {\displaystyle 4,28\times 10^{73}} tagja közül a legkisebb hiányzó természetes szám a 852 655. A leképezés nem injektív: bizonyos elemek többször is előfordulnak. A legelső ismétlődő elem a 42.